# 1. florbalová liga žen 1995/1996
1. florbalová liga žen 1995/1996 byla 2. ročníkem nejvyšší ženské florbalové soutěže v Česku.
Vítězem ročníku se stejně jako v prvním ročníku stal tým Tatran Střešovice.
Soutěž se hrála systémem každý s každým.

## Konečná tabulka
| Poř. | Tým                    | Záp. | Výh. | Rem. | Pro. | Branky    | Body | Poznámka |
| ---- | ---------------------- | ---- | ---- | ---- | ---- | --------- | ---- | -------- |
| 1.   | TJ Tatran Střešovice   | 18   | 16   | 2    | 0    | 110 : 101 | 34   | mistr    |
| 2.   | Sparta Praha           | 18   | 14   | 1    | 3    | 72 : 271  | 29   | stříbro  |
| 3.   | 1. SC SSK Vítkovice    | 18   | 12   | 2    | 4    | 68 : 221  | 26   | bronz    |
| 4.   | Bulldogs Brno          | 18   | 11   | 0    | 7    | 55 : 431  | 22   |          |
| 5.   | TJ Tatran Střešovice B | 18   | 9    | 4    | 5    | 47 : 251  | 22   |          |
| 6.   | FBC Liberec            | 18   | 7    | 4    | 7    | 32 : 361  | 18   |          |
| 7.   | RFK Pohoda Praha       | 18   | 6    | 1    | 11   | 28 : 571  | 13   |          |
| 8.   | FBC Gymnázium Prosek   | 18   | 3    | 1    | 14   | 27 : 831  | 7    |          |
| 9.   | 1. FbK Jablonec n.N.   | 18   | 1    | 4    | 13   | 18 : 781  | 6    |          |
| 10.  | North Stars Ostrava    | 18   | 0    | 3    | 15   | 9 : 851   | 3    |          |